# Уакаякъм
Окръг Уакаякъм (на английски: Wahkiakum County) е окръг в щата Вашингтон, Съединени американски щати. Площта му е 743 km², а населението – 4264 души (2017). Административен център е град Катламет.